# Шартр (округ)
Округ Шартр (фр. Arrondissement de Chartres) — округ у Франції, в департаменті Ер і Луар. 2023 року округ об'єднував 148 муніципалітетів, населення становило 209 726 осіб.
Адміністративний центр (супрефектура) — Шартр.

## Муніципалітети
Список муніципалітетів округу та їхні коди INSEE:
1. Аллонн (28004)
2. Амії (28006)
3. Анш (28191)
4. Арделю (28009)
5. Байо-Арменонвіль (28023)
6. Байо-ле-Пен (28021)
7. Байо-л'Евек (28022)
8. Баржувіль (28024)
9. Барменвіль (28025)
10. Бевіль-ле-Конт (28039)
11. Бершер-ле-П'єрр (28035)
12. Бершер-Сен-Жермен (28034)
13. Біянсель (28040)
14. Бланденвіль (28041)
15. Бовільє (28032)
16. Бодревіль (28026)
17. Бонсе (28049)
18. Бриконвіль (28060)
19. Буавіль-ла-Сен-Пер (28047)
20. Бугленваль (28052)
21. Вер-ле-Шартр (28403)
22. В'єрвіль (28408)
23. Віллар (28411)
24. Вільбон (28414)
25. Вуаз (28421)
26. Галлардон (28168)
27. Гарансьєр-ан-Бос (28169)
28. Гас (28172)
29. Гасвіль-Уазем (28173)
30. Гійвіль (28189)
31. Гоммервіль (28183)
32. Гуйон (28184)
33. Даммарі (28122)
34. Данже (28128)
35. Денонвіль (28129)
36. Дру-сюр-Друетт (28135)
37. Екрон (28137)
38. Емпо (28397)
39. Ентревіль (28197)
40. Еоль-ан-Бос (28406)
41. Епернон (28140)
42. Епотроль (28139)
43. Ерменонвіль-ла-Гранд (28141)
44. Ерменонвіль-ла-Петіт (28142)
45. Єрменонвіль (28423)
46. Жанвіль-ан-Бос (28199)
47. Желленвіль (28177)
48. Жуї (28201)
49. Ільє-Комбре (28196)
50. Імере (28425)
51. Імонвіль (28426)
52. Клевільє (28102)
53. Кольтенвіль (28104)
54. Корансез (28107)
55. Курвіль-сюр-Ер (28116)
56. Ла-Бурдіньєр-Сен-Лу (28048)
57. Ла-Шапель-д'Оненвіль (28074)
58. Ландель (28203)
59. Ле-Віллаж-Вовеан (28422)
60. Ле-Ге-де-Лонгруа (28188)
61. Ле-Кудре (28110)
62. Ле-Фавриль (28148)
63. Ле-Шательє-Нотр-Дам (28091)
64. Лев (28209)
65. Леввіль-ла-Шенар (28210)
66. Левенвіль (28208)
67. Летюен (28207)
68. Лувіль-ла-Шенар (28215)
69. Люїзан (28220)
70. Люпланте (28222)
71. Люсе (28218)
72. Маньї (28225)
73. Маршевіль (28234)
74. Мевуазен (28249)
75. Мезон (28230)
76. Меле-ле-Грене (28245)
77. Менвільє (28229)
78. Ментенон (28227)
79. Мерегліз (28242)
80. Мерувіль (28243)
81. Міньєр (28253)
82. Міттенвільє-Вериньї (28254)
83. Мондонвіль-Сен-Жан (28257)
84. Морансез (28269)
85. Моренвіль (28268)
86. Муенвіль-ла-Желен (28255)
87. Мутьє (28274)
88. Неві-ан-Бос (28276)
89. Ножан-ле-Фе (28278)
90. Ножан-сюр-Ер (28281)
91. Олле (28286)
92. Оне-суз-Оно (28013)
93. Оно-Блері-Сен-Семфор'ян (28015)
94. Орруе (28290)
95. П'єрр (28298)
96. Понгуен (28302)
97. Прасвіль (28304)
98. Прюне-ле-Жійон (28309)
99. Пуавільє (28301)
100. Пуенвіль (28300)
101. Рекленвіль (28313)
102. Рувре-Сен-Дені (28319)
103. Руенвіль (28317)
104. Сандарвіль (28365)
105. Сантей (28366)
106. Сантії (28367)
107. Сен-Дені-де-Пюї (28333)
108. Сен-Жермен-ле-Гаяр (28339)
109. Сен-Жорж-сюр-Ер (28337)
110. Сен-Леже-дез-Обе (28344)
111. Сен-Люперс (28350)
112. Сен-Мартен-де-Ніжель (28352)
113. Сен-Піа (28357)
114. Сен-Пре (28358)
115. Сенвіль (28363)
116. Сент-Арну-де-Буа (28324)
117. Сент-Еман (28336)
118. Сент-Обен-де-Буа (28325)
119. Сентре (28100)
120. Серне (28067)
121. Сулер (28379)
122. Сур (28380)
123. Тевіль (28383)
124. Тівар (28388)
125. Транкренвіль (28392)
126. Турі (28391)
127. У (28195)
128. Уайзонвіль (28294)
129. Уарвіль (28291)
130. Увіль-ла-Бранш (28194)
131. Уенвіль-Сен-Ліфар (28284)
132. Уенвіль-суз-Оно (28285)
133. Фонтен-ла-Гвіон (28154)
134. Фонтене-сюр-Ер (28158)
135. Франкурвіль (28160)
136. Френе-ле-Конт (28162)
137. Френе-ле-Жильмер (28163)
138. Френе-л'Евек (28164)
139. Френсе (28167)
140. Шалле (28068)
141. Шамсерю (28073)
142. Шамфоль (28070)
143. Шаронвіль (28081)
144. Шартенвільє (28084)
145. Шартр (28085)
146. Шатене (28092)
147. Шоффур (28095)
148. Шуїн (28099)